# Olderico Manfredi II
Olderico Manfredi II, noto semplicemente come Olderico Manfredi (Torino, ... – Torino, 1034), fu marchese di Torino e Susa.
Era figlio di Olderico Manfredi I e di Prangarda di Canossa, figlia di Adalberto Atto di Canossa. Ereditò una marca di Torino estremamente vasta, causa della cui ampiezza era stato Arduino il Glabro.

## Biografia
Divenuto marchese all'inizio dell'XI secolo, Olderico Manfredi II seppe consolidare il potere arduinico sulla marca, intromettendosi nella lotta tra Arduino d'Ivrea e l'Impero, riuscendo ad occupare, verso il 1015, vasti territori un tempo appartenuti alla potente marca d'Ivrea.
I suoi domini diventarono estremamente vasti: intorno al 1021 e al 1031 negli atti notarili di un prete (Sigifrido), si possono leggere i domini posseduti dal marchese Olderico:
Torino, Ivrea, Albenga, Ventimiglia, Auriate, Tortona e Vercelli. Per evitare gli scontri che ebbe Arduino d'Ivrea con l'Impero, egli non si preoccupò tanto di estendere il proprio dominio con le armi, quanto piuttosto di gestire al meglio le terre in suo possesso per accrescerne il controllo e la propria potenza.
La sede centrale della marca venne posta a Torino, nonostante questa fosse allora un piccolo borgo, per la sua posizione strategica al centro dei suoi possedimenti. Nonostante ciò, Olderico non risiedeva spesso nella città, ma si spostava regolarmente per gestire al meglio i suoi domini. 
La figlia Adelaide ritenne invece di porre la sua residenza a Susa, abbandonando Torino e indebolendo i possedimenti paterni.
Tra i suoi meriti, quello di aver fatto restaurare l'antica chiesa di Santa Maria Maggiore di Susa e il monastero della Novalesa, fortificato i borghi di Exilles e Bardonecchia e fondato i monasteri benedettini di Santa Maria a Caramagna nel 1028 e quello di San Giusto a Susa nel 1029, che negli anni successivi raggiungerà notevole potenza. Costruì anche il duomo di Pinerolo.

## Matrimoni e discendenza
Dalla moglie Berta di Milano, anche detta Berta d'Este, figlia di Oberto II, nipote di Adalberto II e bisnipote di Oberto I, ebbe quattro figli:
- Adelaide di Susa, che sposò successivamente dapprima Ermanno IV di Svevia, poi Enrico di Monferrato ed infine Oddone di Savoia;
- un figlio (forse), conte di Mombaldone, citato soltanto dall'Annalista saxo, che recita per l'anno 1067 "Adelheidis que soror erat comitis qui agnominatus est de Monte Bardonis in Italia et Immule seu Irmingardis"; è però possibile che il termine "soror" sia un errore per "filia"[2];
- Immilla di Torino o Irmgard, che sposò dapprima Ottone di Schweinfurt e poi Egberto I di Meißen;
- Berta di Torino, che sposò Otto (o Teuto) di Savona Del Vasto, marchese del Ponente ligure.

## Ascendenza
|                           |                    |           | Genitori |  |  | Nonni |  |  | Bisnonni           |  |  | Trisnonni           |  |
|                           |                    |           |          |  |  |       |  |  | Ruggero di Auriate |  |  | Arduino di Neustria |  |
|                           |                    |           |          |  |  |       |  |  | Ruggero di Auriate |  |  | Arduino di Neustria |  |
|                           |                    | …         |          |  |  |       |  |  | Ruggero di Auriate |  |  |                     |  |
| Arduino il Glabro         |                    |           |          |  |  |       |  |  | Ruggero di Auriate |  |  |                     |  |
|                           |                    | …         | …        |  |  |       |  |  |                    |  |  |                     |  |
|                           |                    | …         | …        |  |  |       |  |  |                    |  |  |                     |  |
|                           |                    | …         | …        |  |  |       |  |  |                    |  |  |                     |  |
| Olderico Manfredi I       |                    | …         |          |  |  |       |  |  |                    |  |  |                     |  |
|                           |                    | …         | …        |  |  |       |  |  |                    |  |  |                     |  |
|                           |                    | …         | …        |  |  |       |  |  |                    |  |  |                     |  |
|                           |                    | …         | …        |  |  |       |  |  |                    |  |  |                     |  |
| Immula                    |                    | …         |          |  |  |       |  |  |                    |  |  |                     |  |
|                           |                    | …         | …        |  |  |       |  |  |                    |  |  |                     |  |
|                           |                    | …         | …        |  |  |       |  |  |                    |  |  |                     |  |
|                           |                    | …         | …        |  |  |       |  |  |                    |  |  |                     |  |
| Olderico Manfredi II      |                    | …         |          |  |  |       |  |  |                    |  |  |                     |  |
|                           | Sigifredo di Lucca | Sigifredo |          |  |  |       |  |  |                    |  |  |                     |  |
|                           | Sigifredo di Lucca | Sigifredo |          |  |  |       |  |  |                    |  |  |                     |  |
|                           | Sigifredo di Lucca | …         |          |  |  |       |  |  |                    |  |  |                     |  |
| Adalberto Atto di Canossa | Sigifredo di Lucca |           |          |  |  |       |  |  |                    |  |  |                     |  |
|                           |                    | …         | …        |  |  |       |  |  |                    |  |  |                     |  |
|                           |                    | …         | …        |  |  |       |  |  |                    |  |  |                     |  |
|                           |                    | …         | …        |  |  |       |  |  |                    |  |  |                     |  |
| Prangarda di Canossa      |                    | …         |          |  |  |       |  |  |                    |  |  |                     |  |
|                           |                    | …         | …        |  |  |       |  |  |                    |  |  |                     |  |
|                           |                    | …         | …        |  |  |       |  |  |                    |  |  |                     |  |
|                           |                    | …         | …        |  |  |       |  |  |                    |  |  |                     |  |
| Ildegarda dei Supponidi   |                    | …         |          |  |  |       |  |  |                    |  |  |                     |  |
|                           |                    | …         | …        |  |  |       |  |  |                    |  |  |                     |  |
|                           |                    | …         | …        |  |  |       |  |  |                    |  |  |                     |  |
|                           |                    | …         | …        |  |  |       |  |  |                    |  |  |                     |  |
|                           |                    | …         |          |  |  |       |  |  |                    |  |  |                     |  |